# Glaucostegus cemiculus
La guitarra barbanegra o guitarra de morro negro (Glaucostegus cemiculus) es una especie de peces de la familia Glaucostegidae en el orden de los Rhinopristiformes.
En España, se encuentra incluida en el listado LESPRE, por lo que su captura o comercialización acarrea importantes sanciones económicas y penales.

## Identificación
Presenta un disco picudo, con la distancia preorbital (desde el extremo del rostro hasta el borde anterior de los ojos) mayor que en Rhinobatos rhinobatos. Las crestas del cartílago rostral están muy juntas. Los espiráculos poseen dos cuernitos de igual tamaño. Cuenta con dos aletas dorsales. Su coloración es marrón oscuro en la cara dorsal y blanco en el vientre. Puede alcanzar hasta 2 metros de longitud.

## Morfología
Los machos pueden llegar alcanzar los 192 cm y las hembras hasta 232 cm de longitud total y los 49,9 kg de peso.
El tamaño máximo es de 265 cm de longitud total. El tamaño de madurez varía entre el Atlántico Oriental y el Mediterráneo, siendo mayor en el primero.
Esta especie cuenta con entre 204 y 212 vértebras, con un disco en forma de cuña de color beige a marrón. Su hocico es largo, triangular y ancho, con un cartílago rostral redondeado en la punta y narinas grandes y oblicuas con una abertura estrecha en la parte delantera. El disco es más largo que ancho (1.2-1.3 veces), con márgenes ligeramente ondulados y esquinas externas redondeadas. El hocico es moderadamente agudo con un ángulo de 59-63° y una punta redondeada. La órbita es grande, con crestas rostrales estrechamente separadas posteriormente y casi unidas anteriormente. Tiene dos pliegues espiraculares carnosos, con el interno más pequeño.
La mandíbula superior tiene entre 62 y 72 hileras de dientes. La piel es rugosa y está cubierta por pequeños dentículos. Posee espinas bien desarrolladas en el borde del cartílago rostral, alrededor de las órbitas y sobre los espiráculos. Cada hombro tiene de 1 a 3 espinas persistentes en adultos, con una fila de espinas que se extiende desde la nuca hasta la primera aleta dorsal. La cola es larga, aproximadamente 1.5 veces la longitud del disco. Las aletas dorsales son grandes y están ampliamente separadas, con ápices estrechamente redondeados. Los radiales de la aleta pectoral son de 68-73.

## Hábitat y distribución geográfica
Vive en el fondo, sobre sustratos arenosos o fangosos, hasta una profundidad de aproximadamente 100 m. Nada lentamente sobre el fondo o se entierra parcialmente en el sustrato.
Se encuentra en las costas del Atlántico oriental (desde el norte de Portugal hasta Angola) y el Mar Mediterráneo.
Se han encontrado ejemplares en Albania, Argelia, Angola, Benín, Bosnia y Herzegovina, Cabo Verde, Camerún, Congo, República Democrática del Congo, Croacia, Chipre, Costa de Marfil, Egipto, Guinea Ecuatorial, Francia, Gabón, Gambia, Ghana, Grecia, Guinea, Guinea-Bisáu, Israel, Italia, Líbano, Liberia, Libia, Malta, Mauritania, Mónaco, Montenegro, Marruecos, Nigeria, Portugal, Senegal, Sierra Leona, Eslovenia, España, Siria, Togo, Túnez, Turquía, Sahara Occidental.

## Ciclo de vida y apareamiento
La reproducción es vivípara lecitotrófica con tamaños de camada de 5-12 crías (Túnez) y 16-24 crías (Senegal) con un ciclo reproductivo anual; el tamaño al nacer es de aproximadamente 34 cm.
La edad de madurez es de 2.9 años en machos y 5.1 años en hembras; la edad máxima es de 14 años (198 cm de longitud, hembra), aunque probablemente sea mayor dado que la especie alcanza un tamaño máximo más grande. La longitud generacional se estima en 15 años.

## Alimentación
Come gambas, cangrejos, otros crustáceos y peces.